# Ousmane Dembélé
Ousmane Dembelé (* 15. května 1997 Vernon) je francouzský profesionální fotbalista, který hraje na pozici křídelníka za francouzský klub Paris Saint-Germain FC a za reprezentaci Francie. V roce 2018 v dresu francouzského národního týmu triumfoval na Mistrovství světa v Rusku.
Jeho matka Fatimata pochází z Mauritánie, otec z Mali.

## Klubová kariéra
S fotbalem začal v roce 2004 ve Francii v týmu ALM Évreux, v roce 2009 přestoupil do klubu Évreux FC. V jeho 13 letech jej získal klub Stade Rennais.

### Stade Rennais FC
Ousmane Dembelé debutoval v profesionální kopané v dresu rezervního týmu Stade Rennais 6. září 2014, kdy střídal Zana Alléeho. Svůj první gól vstřelil 9. listopadu 2014 proti Stade Lavallois. V první sezóně dosáhl 13 gólů v 18 zápasech.

### Borussia Dortmund
V létě 2016 přestoupil do německého klubu Borussia Dortmund, kde podepsal pětiletou smlouvu. V letním přestupovém období roku 2017 o něj stál katalánský klub FC Barcelona, který přišel o svého ofenzivního hráče Neymara.

### FC Barcelona
V srpnu 2017 přestoupil za 105 milionů eur (+ bonusy) do katalánského klubu FC Barcelona působícího ve španělské Primera División a stal se tak druhým nejdražším hráčem historie po Neymarovi, jenž v létě téhož roku odešel za 222 milionů eur z Barcelony do Paris Saint-Germain FC.
Dne 13. února 2021 si zahrál své 100. utkání ve dresu Barcelony, během nichž zaznamenal 25 gólů a 19 asistencí. Domácí ligové utkání na Camp Nou dopadlo výhrou Barcelony 5:1 nad Deportivo Alavés. 

## Reprezentační kariéra
Nastupoval za francouzské mládežnické reprezentace U17, U18, U19 a U21.
V A-mužstvu Francie debutoval 1. 9. 2016 v přátelském zápase v Bari proti reprezentaci Itálie (výhra 3:1).
V roce 2018 se zúčastnil vítězného světového mistrovství v Rusku.

### Reprezentační góly
| Gól | Datum           | Místo                                 | Zápas | Skóre      | Skóre | Výsledek | Soutěž                                           |
| --- | --------------- | ------------------------------------- | ----- | ---------- | ----- | -------- | ------------------------------------------------ |
| 1.  | 13. června 2017 | Stade de France, Saint-Denis, Francie | 7.    | Anglie     | 3–2   | 3–2      | Přátelský zápas                                  |
| 2.  | 1. června 2018  | Allianz Riviera, Nice, Francie        | 11.   | Itálie     | 3–1   | 3–1      | Přátelský zápas                                  |
| 3.  | 28. března 2021 | Astana Arena, Nur-Sultan, Kazachstán  | 23.   | Kazachstán | 1–0   | 2–0      | Kvalifikace na Mistrovství světa ve fotbale 2022 |
| 4.  | 2. června 2021  | Allianz Riviera, Nice, Francie        | 24.   | Wales      | 3–0   | 3–0      | Přátelský zápas                                  |